# TT293
TT293 (Theban Tomb 293) è la sigla che identifica una delle Tombe dei Nobili ubicate nell'area della cosiddetta Necropoli Tebana, sulla sponda occidentale del Nilo dinanzi alla città di Luxor, in Egitto. Destinata a sepolture di nobili e funzionari connessi alle case regnanti, specie del Nuovo Regno, l'area venne sfruttata, come necropoli, fin dall'Antico Regno e, successivamente, sino al periodo Saitico (con la XXVI dinastia) e Tolemaico.

## Titolare
TT293 era la tomba di:
| Titolare      | Titolo                | Necropoli       | Dinastia/Periodo        | Note |
| ------------- | --------------------- | --------------- | ----------------------- | ---- |
| Ramessenakhte | Primo profeta di Amon | Dra Abu el-Naga | XX dinastia (Ramses IV) |      |

## Biografia
Merubaste, Capo degli Amministratori del Signore delle Due Terre, fu suo padre. Non si hanno altre notizie biografiche anche per le pessime condizioni delle pareti.

## La tomba
TT293 presenta planimetria a "T" capovolta tipica delle sepolture del periodo; pessimo lo stato delle rappresentazioni parietali superstiti che (1-2-3-4) rappresentavano forse scene tratte dal Libro delle Porte. Tracce di un fregio recano il defunto inginocchiato in adorazione di Anubi. Tra i frammenti recuperati uno reca il nome di Nebmahrenakht, Governatore della città e Visir ai tempi di Ramses IX o, forse, di Ramses XI.

### Annotazioni
1. ↑  La numerazione dei locali e delle pareti segue quella di Porter e Moss 1927, p. 370.
2. ↑  La prima numerazione delle tombe, dalla numero 1 alla 252, risale al 1913 con l'edizione del "Topographical Catalogue of the Private Tombs of Thebes" di Alan Gardiner e Arthur Weigall. Le tombe erano numerate in ordine di scoperta e non geografico; ugualmente in ordine cronologico di scoperta sono le tombe dalla 253 in poi.
3. ↑  I campi della Duat, ovvero l'aldilà egizio, si trovavano, secondo le credenze, proprio sulla riva occidentale del grande fiume.
4. ↑  Nella sua epoca di utilizzo, l'area era nota come "Quella di fronte al suo Signore" (con riferimento alla riva orientale, dove si trovavano le strutture dei Palazzi di residenza dei re e i templi dei principali dei) o, più semplicemente, "Occidente di Tebe".
5. ↑  le Tombe dei Nobili, benché raggruppate in un'unica area, sono di fatto distribuite su più necropoli distinte.
6. ↑  Le note, sovente di inquadramento topografico della tomba, sono tratte, fino alla TT252, dal "Topographical Catalogue" di Gardiner e Weigall, ed. 1913 e fanno perciò riferimento alla situazione dell'epoca.
7. ↑  Il nome e il titolo del padre si ricavano da una statua oggi al Museo Egizio de Il Cairo (cat. 42162).

### Fonti
1. ↑  Gardiner e Weigall 1913.
2. ↑  Donadoni 1999,  p. 115.
3. ↑  Porter e Moss 1927, p. 374.
4. 1 2  Porter e Moss 1927,  p. 375.